# Рисберг, Эмилия
Эмили Шарлотта Рисберг (швед. Emilie Charlotta Risberg; 10 июня 1815, коммуна Скара, Шведско-норвежская уния — 11 ноября 1890, Эребру-Николай, Шведско-норвежская уния) — шведская писательница и педагог.

## Биография
Она была дочерью инспектора и почтмейстера Бенджамина Рисберга (швед. Benjamin Risberg) и Хедвиги Катарины Смедберг (швед. Hedvig Catharina Smedberg). Как и многие другие женщины среднего класса, она получила домашнее образование, а затем работала частным учителем. Она основала школу для девочек в Мариестаде, которой управляла с 1842 по 1850 год, прежде чем переехать в Эребру. После того, как она приобрела свой собственный дом в 1861 году, она смогла принимать там студентов. Она основала школу Risbergska в Эребру и в 1863—1878 годах была её директором. Рисберг считается пионером среди тех, кто к середине XIX века основал первые серьёзные учебные заведения для девочек в Швеции. Школа Рисберг была успешной, и она смогла нанять больше учителей и расширить число учеников. Эмилия Рисберг вышла на пенсию в 1878 году и жила в квартире в здании школы.
Она также была писательницей и писала романы, которые в то время были достаточно популярны, среди них «Рольф и Альфхильда» (швед. Rolf och Alfhild, 1860) и «Роза Варнхема» (швед. Warnhems ros, 1861).